# Hardfloor
Hardfloor est un groupe de musique électronique allemand formé en 1991 par Oliver Bondzio et Ramon Zenker. Leur style est très orienté acid house et acid trance.
Dans les années 90, le duo collabore avec des artistes populaires dans les années 80. Ils remixeront, entre autres, les célèbres morceaux new wave "Our Darkness" de l'artiste britannique Anne Clark et "Blue Monday" du groupe New Order, sans oublier le titre "Yéké yéké" du chanteur guinéen Mory Kanté dont la reprise acid trance fut popularisée dans le film La Plage (The Beach) sorti en 2000.

## Discographie

### Albums
- Acperience (EP)
- TB Resuscitation
- Funalogue (EP)
- Respect
- Strike Out
- All Targets Down
- So What?
- 4 Out Of 5 Aliens Recommend This
- Da Damn Phreak Noize Phunk (sous le pseudonyme « Electric Crate Digger »)

### Singles
- Trancescript
- Mahogany Roots
- Beavis at Bat
- Hardfloor Will Survive (collaboration avec Phuture)